# Mary Kelly (konstnär)
Mary Kelly, född 1941 i Fort Dodge, Iowa, är en amerikansk konstnär och feminist.
Kelly är verksam som konceptkonstnär och lärare i genusvetenskap. Hennes konstnärskap är radikalt feministiskt och hon utmanar de traditionella föreställningarna om vad som är konst. I ett sina mest kända verk, Post Partum Document (1973–1979) utmanar hon den den föregivna dikotomin mellan manligt och kvinnligt genom att föra sina egna erfarenheter som mor som material i konsten. Hennes avsikt är att bidra inte enbart till konsten, utan även till feminismen genom att studera kvinnans plats i ett patriarkaliskt samhälle.